# سان لوئیس اوبیسپو (کالیفرنیا)
سان لوئیس اوبیسپو  (به انگلیسی: San Luis Obispo) شهری در شهرستان سن لوییز اوبیسپو، کالیفرنیا ایالت کالیفرنیا است که در سرشماری سال ۲۰۱۰ میلادی، ۴۵۱۱۹ نفر جمعیت داشته است.